# Ipolyszög
Ipolyszög est un village et une commune du comitat de Nógrád en Hongrie. Son nom avant 1905 était Riba.